# Illacme plenipes
Illacme plenipes ist ein Tausendfüßer, der innerhalb dieses Unterstamms die zweitmeisten Beine aufweist. Das Exemplar mit den meisten gezählten Beinen hatte 750. Es war damit bis zur Entdeckung von Eumillipes persephone das Tier mit den meisten jemals gezählten Beinen. Die Art ist endemisch und nur von drei Fundorten im nordwestlichen Vorgebirge der Gabilan Range im San Benito County in Kalifornien bekannt, die maximal 4,5 km auseinander liegen. Sie ist der einzige Vertreter der Familie Siphonorhinidae in der westlichen Hemisphäre.
Das erste Mal wurde Illacme plenipes 1926 gefunden. Der genaue Fundort ist nicht bekannt, die Erstbeschreiber Cook und Loomis schreiben 1928  

“a short distance after crossing the divide between Salinas and San Juan Bautista…in a small valley of a northern slope wooded with oaks, under a rather large stone”

„in kurzer Entfernung nach dem Queren der Wasserscheide zwischen Salinas und  San Juan Bautista...an einem mit Eichen bewachsenen Nordhang in einem kleinen Tal, unter einem ziemlich großen Stein“

Der Fund im Freiland blieb bis 2005 einmalig, aus Museen und naturkundlichen Sammlungen sind nur 17 Exemplare bekannt. 2005 wurden in Kalifornien weitere zwölf Exemplare, vier Männchen, drei Weibchen und fünf Jungtiere, entdeckt. Dabei hatten die Weibchen mindestens 660 Füße, die männlichen Exemplare maximal 402. Die weiblichen Exemplare mit bis zu 171 Körpersegmenten waren dabei bis zu 33,2 Millimeter lang und 0,5 Millimeter breit. Die männlichen Illacme plenipes waren maximal 16,15 Millimeter lang und hatten bis zu 105 Segmente. Der Leiter der Forschungen, Paul Marek, forderte jetzt, das 0,8 Quadratkilometer große Areal unter Naturschutz zu stellen, um die wiederentdeckte Art vor dem Aussterben zu bewahren.

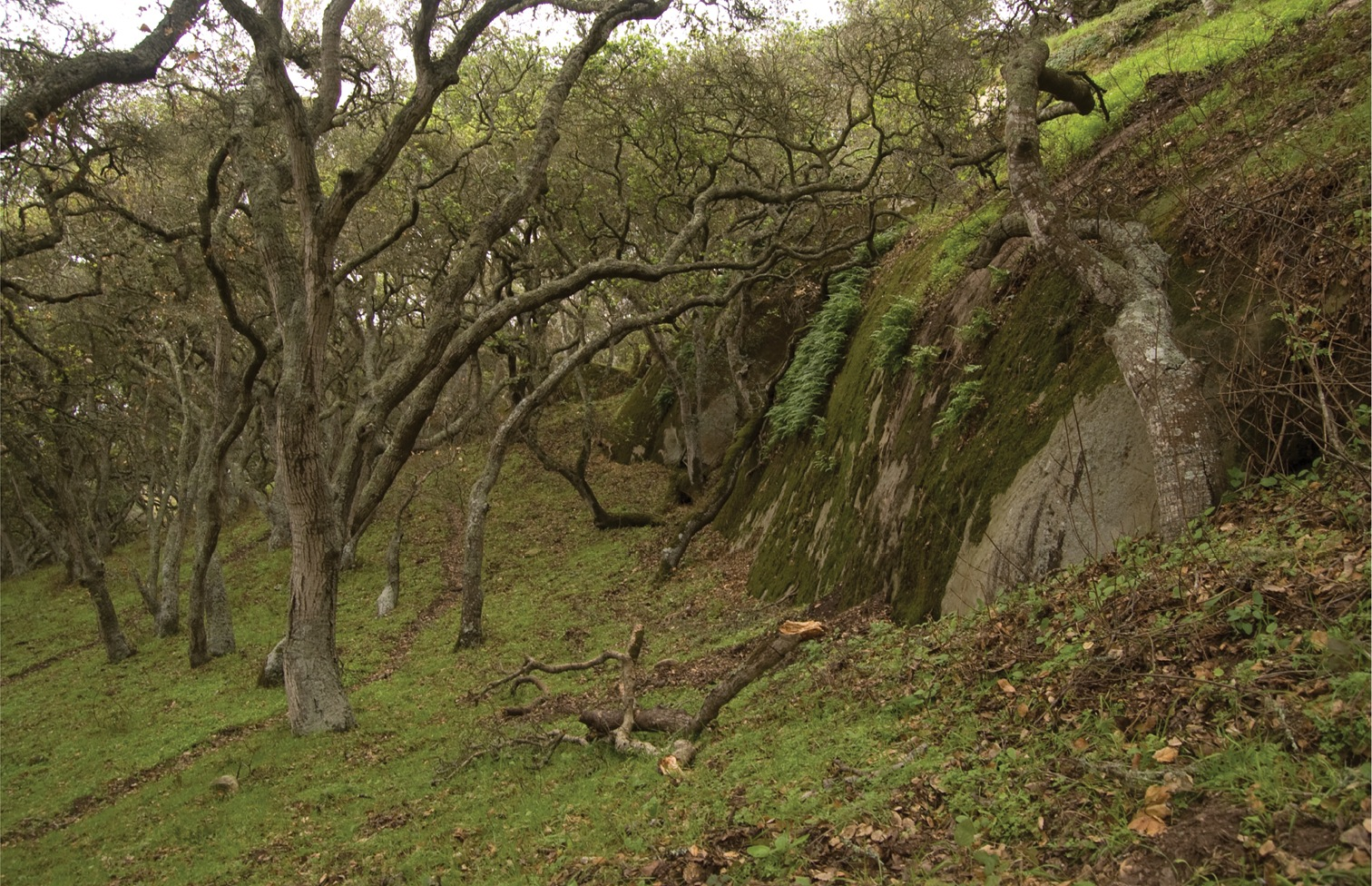
Eichenwald am Fuß des Sandsteingipfels, an dem Illacme plenipes 2012 entdeckt wurde